# کمربند ۲۴/۷ دبلیودبلیوئی
کمربند ۲۴/۷ دبلیودبلیوئی (به انگلیسی: WWE 24/7 Championship) یک کمربند قهرمانی در کشتی حرفه‌ای بود که توسط کمپانی آمریکایی کشتی حرفه‌ای دبلیودبلیوئی تهیه شده و استفاده می‌شد. قانون این کمربند این بود که باید به‌صورت ۲۴/۷ از آن دفاع شود یعنی در هر زمان و در هر مکانی، به شرطی که یک داور در آنجا حضور داشته باشد، قهرمان بایستی از کمربند خود در هر برَندی شامل راو، اسمک‌داون، ۲۰۵ لایو، ان‌اکس‌تی و ان‌اکس‌تی یوکِی حضور داشته باشد و از آن دفاع کند؛ همچنین هرکسی فارغ از جنسیت یا اینکه کارمند دبلیودبلیوئی است یا نه میتوانست قهرمان این کمربند باشد.
آخرین قهرمان آن نیکی کراس بود که پس از قهرمانی در شوی راو به تاریخ 7 نوامبر 2022، کمربند را درون سطل زباله انداخت. پس از پایان شوی راو، وبسایت دبلیودبلیوئی اعلام کرد که این عنوان قهرمانی برچیده شده است.
میک فولی در قسمت ۲۰ می ۲۰۱۹ ماندِی نایت راو از آن رونمایی کرد و در همان شب تایتوس اونیل اولین قهرمان آن شد. این کمربند مشابه کمربند هاردکور دبلیودبلیوئی است که در یک زمانی همین قاعده "۲۴/۷" را داشت.

## موارد مرتبط
- کمربند هاردکور دبلیودبلیوئی
- آیرون‌من هوی‌ویت چمپیون‌شیپ – کمربندی با قانونی مشابه یعنی ۲۴/۷